# Aššur-šadúni
Aššur-šadúni byl asyrský král. Byl to syn a následník předchozího krále Núr-iliho.
Stejně jako jeho otec byl vlastně jen loutkovým vládcem a Asýrie spadala pod hegemonii říše Mitanni. Po pouhém jednom měsíci Aššur-šadúniho u moci proběhl v Aššúru mocenský převrat, vedený jeho strýcem Aššur-rabim I. Během převratu byl Aššur-šadúni zavražděn a moci se ujal právě Aššur-rabi I.